# Mesapamea armoricae
Mesapamea armoricae là một loài bướm đêm trong họ Noctuidae.